# Albert von Kölliker
Rudolph Albert von Kölliker (ur. 6 lipca 1817 w Zurychu, zm. 2 listopada 1905 w Würzburgu) – szwajcarski anatom i fizjolog. Laureat m.in. Medalu Copleya. W 1896 odznaczony Pour le Mérite za Naukę i Sztukę.

## Życiorys
W Zurychu uczęszczał do szkoły i rozpoczął studia w 1836 roku. Po dwóch latach przeniósł się jednak do Bonn, a potem do Berlina. Uczył się między innymi u fizjologa Johannesa Petera Müllera oraz anatoma i patologa Friedricha Gustava Jakoba Henlego. W 1841 roku w otrzymał stopień doktora (Doctor of Philosophy, PhD), a w 1842 roku w Heidelbergu stopień Doctor of Medicine.
Jako pracownik Uniwersytetu w Würzburgu prowadził badania naukowe w dziedzinie embriologii, anatomii porównawczej, histologii, fizjologii, neurobiologii. Analizował problemy ontogenezy. Dokonał kilku obserwacji, które ułatwiły późniejszy rozwój elektrokardiografii (zob. elektrofizjologiczne podstawy EKG).
W grudniu 1849 roku zainicjował utworzenie w Würzburgu „Societas physico-medica“ (Physikalisch-Medizinische Gesellschaft), którego celem było promowanie wszystkich przedmiotów medycznych i nauk przyrodniczych Inicjatorami byli: anatom Albert Kölliker, patolog Rudolf Virchow (również uczeń P.E. Müllera), farmakolog i organizator naukowy Franz von Rinecker oraz chemik kliniczny Johann Joseph von Scherer. Dnia 8 grudnia 1849 roku, na inauguracyjnym posiedzeniu stowarzyszenia, Kölliker został wybrany jego pierwszym przewodniczącym.
Stowarzyszenie organizowało prezentacje i spotkania dyskusyjne dla pracowników naukowych, lekarzy, studentów i innych zainteresowanych. Rosnąca popularność Uniwersytetu w Würzburgu sprawiła, że w 1852 roku podjął tam studia m.in. Ernst Haeckel (ur. 1834). W 1896 roku publiczną prezentację promieniowania X przeprowadził jego odkrywca, Wilhelm Röntgen. Wykonał m.in. rentgenogram ręki Alberta Köllikera, który zaproponował nową nazwę tajemniczego „promieniowania X” – promieniowanie rentgenowskie.

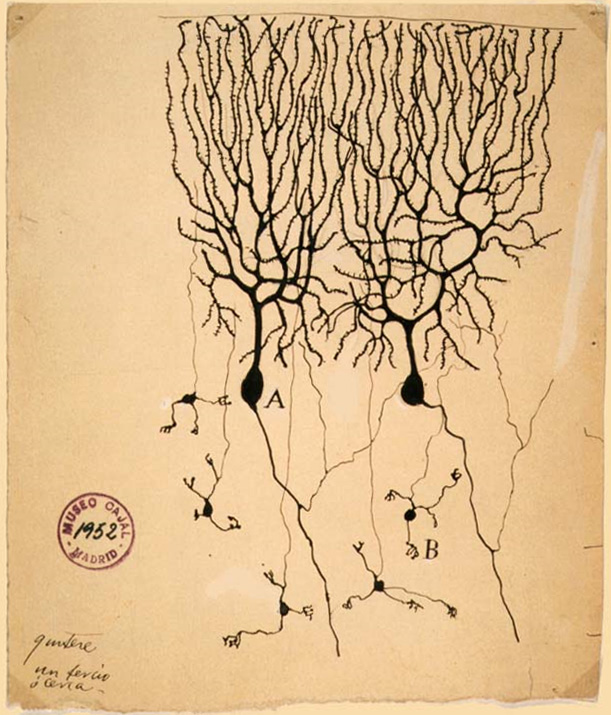
Komórki Purkiniego i komórki ziarniste z móżdżku gołębia (Santiago Ramón y Cajal, 1899)

Zainteresowania Alberta von Köllikera (ur. 1817) były zbieżne z kierunkami badań układu nerwowego, które prowadzili Camillo Golgi (ur. 1843) i Santiago Ramón y Cajal (ur. 1852). Przebieg debaty między nimi budzi wciąż duże zainteresowanie. Koelliker wsparł obu naukowców, m.in. wprowadzając ich do środowiska naukowego końca XIX w. Mimo istniejących kontrowersji między nimi, dotyczących sposobu organizacji tkanki nerwowej, pozostał przyjacielem obu. Obu naukowców nominował do Nagrody Nobla w dziedzinie fizjologii lub medycyny, przyznanej w 1906 roku.

## Publikacje
W centralnym katalogu WorldCat hasło Kölliker, Albert 1817-1905 obejmuje łącznie 1646 publikacji w 7 językach (w tym liczne wznowienia), dostępnych w tysiącach bibliotek świata. Na liście najbardziej popularnych prac autora znajdują się m.in.:
1. Albert Kölliker, Victor von Ebner, Handbuch der Gewebelehre des Menschen, Leipzig, 1889
2. Albert Rudolf von Kölliker, Entwicklungsgeschichte des Menschen und der höheren Thiere, W. Engelmann, Leipzig, 1879
3. Albert Kölliker, Grundriss der Entwickelungsgeschichte des Menschen und der höheren Tiere; für Studierende und Ärzte, Engelmann, Leipzig, 1884 (44 wydania w okresie 1808–2017, 3 języki)
4. Albert Kölliker, George Busk, Manual of human histology, Sydenham Society, London 1817
5. Albert Kölliker, George Busk, Thomas Henry Huxley, J. M. Da Costa, Manual of human microscopical anatomy, Lippincott, Grambo, Philadelphia, 1854 (11 wydań między 1854 i 2017)
6. Albert Kölliker, Entwickelungsgeschichte der Cephalopoden, Meyer und Zeller, Zürich, 1844
7. Albert von Kölliker, J. Béclard, Marc Sée, Éléments d'histologie humaine (de, fr, 32 wydania między 1848 i 1868)
8. Albert Kölliker, Entwicklungsgeschichte des Menschen und der höheren Thiere : akademische Vorträge, W. Engelmann,Lipsk,1861
9. Albert Kölliker, Aimé Schneider (tłumacz), Embryologie ; ou, Traité complet du développement de l'homme et des animaux supérieurs, Reinwald, Paris, 1882 (16 wydań w języku francuskim i hiszpańskim)
10. Albert Kölliker, Mikroskopische anatomie; oder, Gewebelehre des menschen ... 2. band: Specielle gewebelehre, wyd. W. Engelmann, Leipzig, 1850-1854